# GHガス
GHガスは、化学兵器として開発された有機リン化合物。神経ガスの一種である。別名、EA-1211。